# Железничка станица Голубовци
Железничка станица Голубовци је једна од железничких станица на прузи Београд—Бар. Налази се насељу Махала у градској општина Голубовци у Главном граду Подгорици. Пруга се наставља у једном смеру ка Зети и у другом према Подгорици. Железничка станица Голубовци састоји се из 4 колосека.

## Повезивање линија
- Пруга Београд—Бар